# Полтава (Іркутська область)
Полтава — село в Куйтунському районі Іркутської області Росії. Входить до складу Великокашелацького муніципального утворення.

## Географія
Знаходиться приблизно за 204 км на захід від районного центру.

## Населення
За даними Всеросійської перепису населення, в 2010 році в селі проживало 14 осіб (6 чоловіків та 8 жінок).